# Estação Saint-Lazare
Saint-Lazare é uma estação das linhas 3, 12, 13 e 14 do Metrô de Paris. É localizada no limite do 8.º arrondissement e do 1.º arrondissement. É segunda estação mais movimentada do sistema de metrô depois de Gare du Nord, com 39 milhões de passageiros por ano, e era o ponto mais ocidental da linha 14.

## Localização
A estação  Saint-Lazare  se situa nas linhas 3, 12, 13 e 14 e serve a estação de mesmo nome. As plataformas são estabelecidas sob a cour de Rome, pelas linhas 3 e 14, e sob a rue Saint-Lazare, pelas linhas 12 e 13.

## História
A estação Saint-Lazare foi inaugurada em 19 de outubro de 1904 com a abertura do primeiro trecho da linha 3 entre Avenue de Villiers (hoje Villiers) e Père Lachaise.
Ela deve a sua denominação a partir da Gare Saint-Lazare a qual tem ligação, assim como da rue Saint-Lazare, esta última tomando o seu nome da Maison Saint-Lazare para a qual conduzia. A Prison Saint-Lazare foi um antigo leprosário, transformado em prisão em 1793, que se encontrava no local do atual 117, rue du Faubourg Saint-Denis, no 10.º arrondissement.
Em 2004, foi a segunda estação mais movimentada da rede, com 34,53 milhões de passageiros. Ela confirmou a sua segunda posição com 38.9 milhões de passageiros em 2008, onde é largamente superada pela estação Gare du Nord. Em 2011, 46,79 milhões de passageiros entraram nesta estação. Em 2013, o número de passageiros foi de 44,94 milhões, o que ainda a coloca na segunda posição das estações de metrô por sua frequência.

## Serviços aos passageiros

### Acessos
A estação tem 11 acessos:
- Acesso 1 Cour de Rome: escadas rolantes (entrada e saída), escadaria cour de Rome. O acesso é equipado com uma edícula de vidro (la Lentille[6]) cujo autor é Jean-Marie Charpentier.
- Acesso 2 Place du Havre: duas escadas no 13, place du Havre
- Acesso 3 Passage du Havre: duas escadas no 14, place du Havre e acesso direto ao centro comercia do passage du Havre
- Acesso 4 Galerie des Marchands: escadas rolantes (entrada e saída) para a galeria em conexão com a estação SNCF
- Acesso 5 Rue Intérieure: rue Intérieure (Acesso à estação SNCF)
- Acesso 6 Place Gabriel Péri: place Gabriel-Péri
- Acesso 7 Rue de l'Arcade: 62, rue de l'Arcade (esquina da rue de Rome)
- Acesso 8 Rue d'Amsterdam: uma escadaria em frente ao 2, rue d'Amsterdam
- Acesso 9 Cour du Havre: uma escada rolante na saída cour du Havre
- Acesso 10 Rue Caumartin: uma escadaria no 95-97, rue Saint-Lazare
- Acesso 11 Rue Saint-Lazare: 92, rue Saint-Lazare

### Plataformas
As plataformas das quatro linhas são de configuração padrão: duas plataformas laterais em cada ponto de parada, elas são separadas pelas vias do metrô situadas ao centro.

### Corredores
A estação oferece conexões para as outras estações seguintes:
- Gare Saint-Lazare (SNCF)
- Haussmann - Saint-Lazare (RER E)
- Saint-Augustin na Linha 9

A estação tem o nome da principal estação ferroviária, que está situada na Rua Saint-Lazare, no centro comercial de Paris, perto das grandes lojas de departamento.

### Intermodalidade
A estação é servida pelas linhas 20, 21, 22, 24, 26, 27, 28, 29, 32, 43, 53, 66, 80, 81, 94, 95 e 528 da rede de ônibus RATP e, à noite, pelas linhas N01, N02, N15, N16, N51, N52, N53, N150, N151, N152, N153 e N154 da rede Noctilien.

## Pontos turísticos
- Gare Saint-Lazare
- Hilton Paris Opéra
- Passage du Havre

Galeria de fotografias
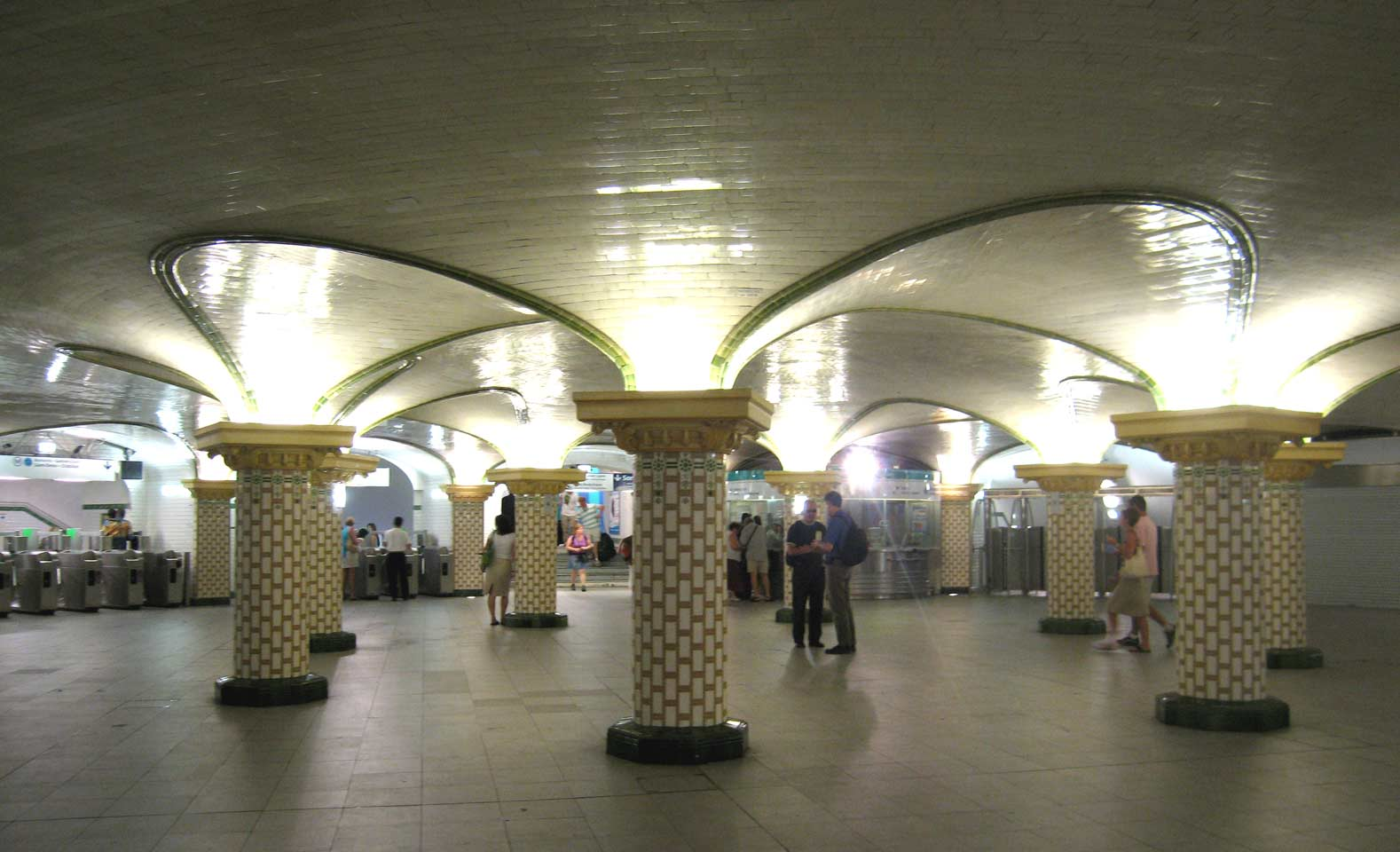
A rotunda sob a place du Havre.
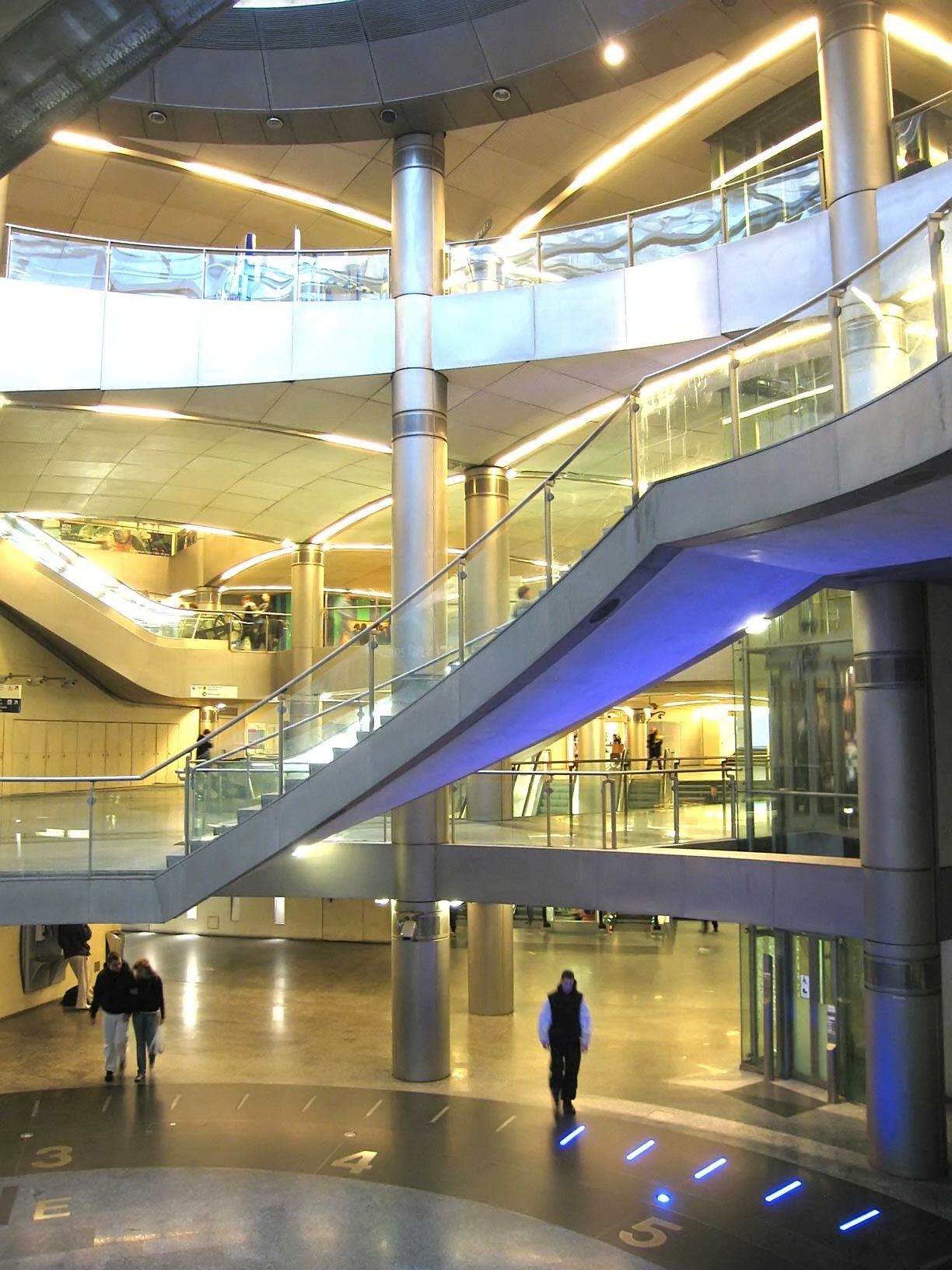
A sala de transferências.
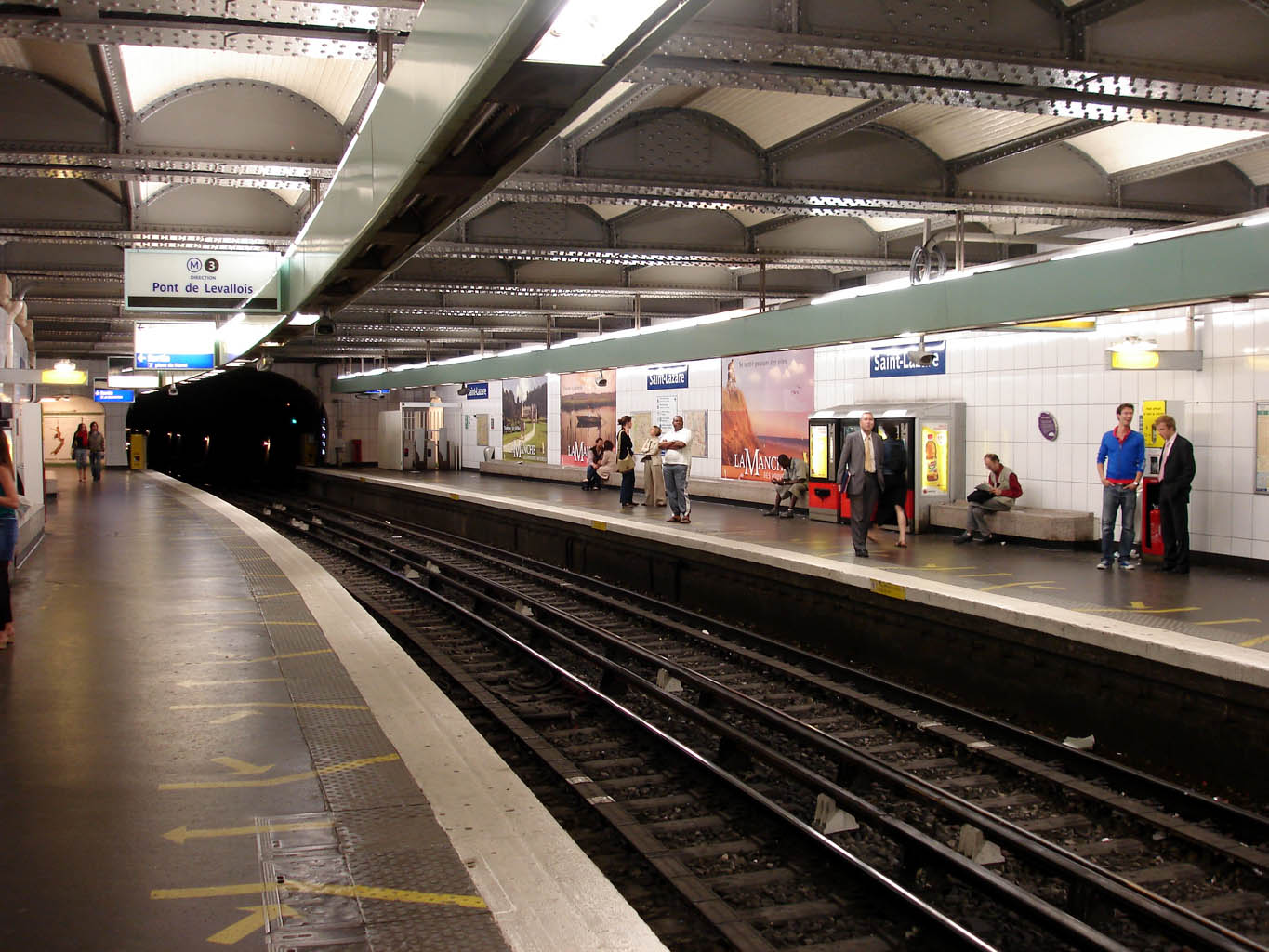
As plataformas da linha 3.
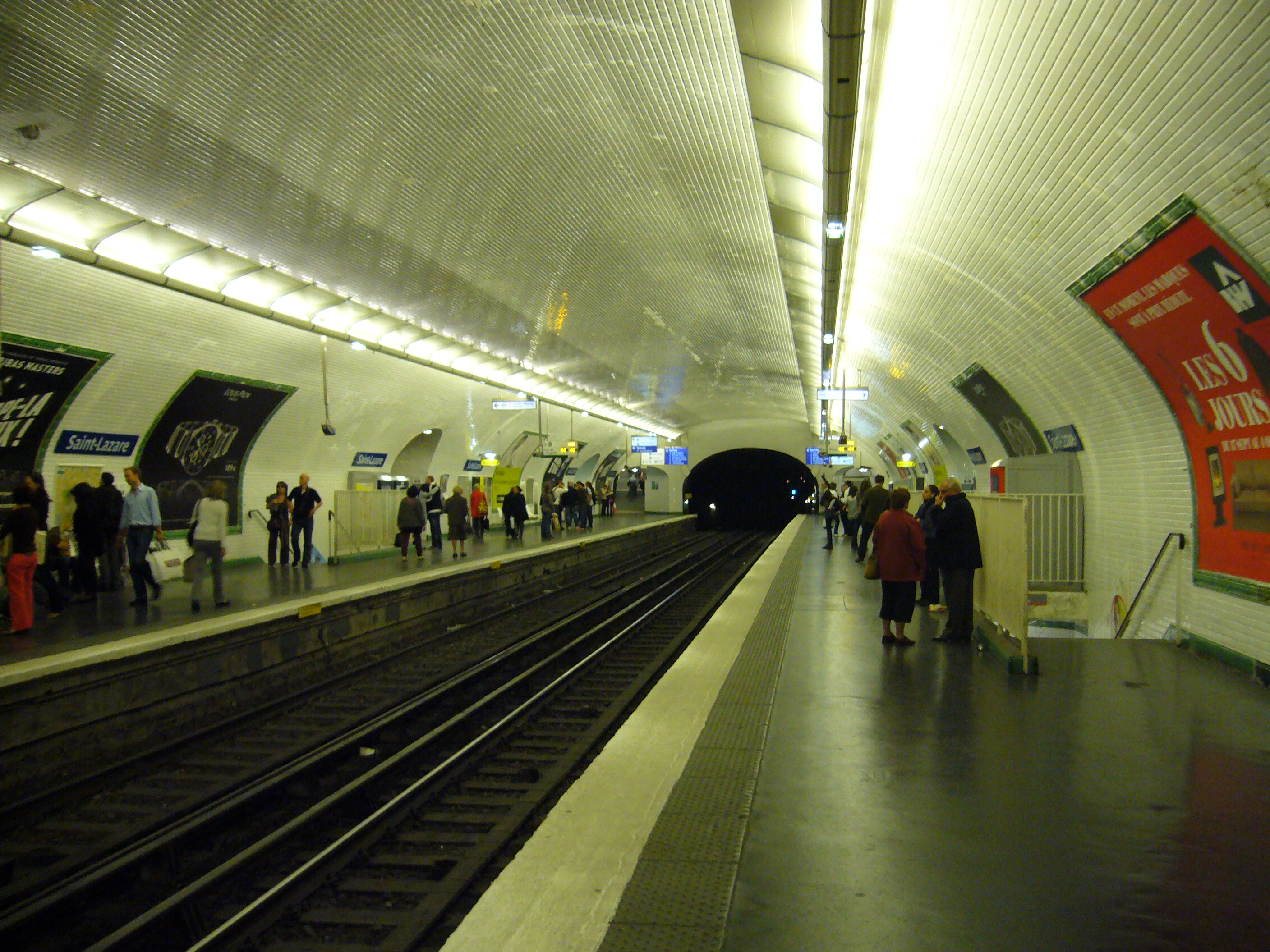
As plataformas da ligne 12.
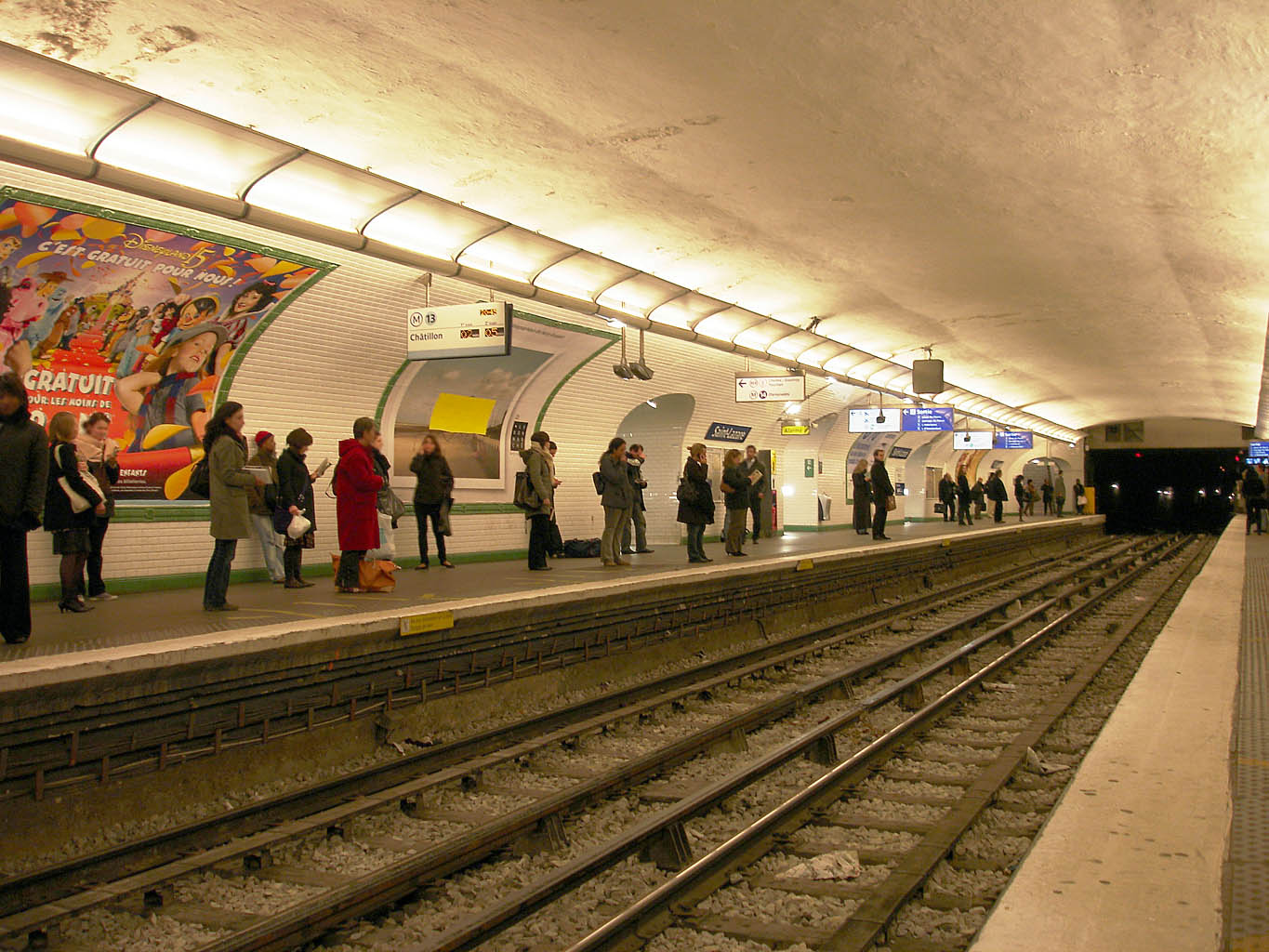
As plataformas da ligne 13.
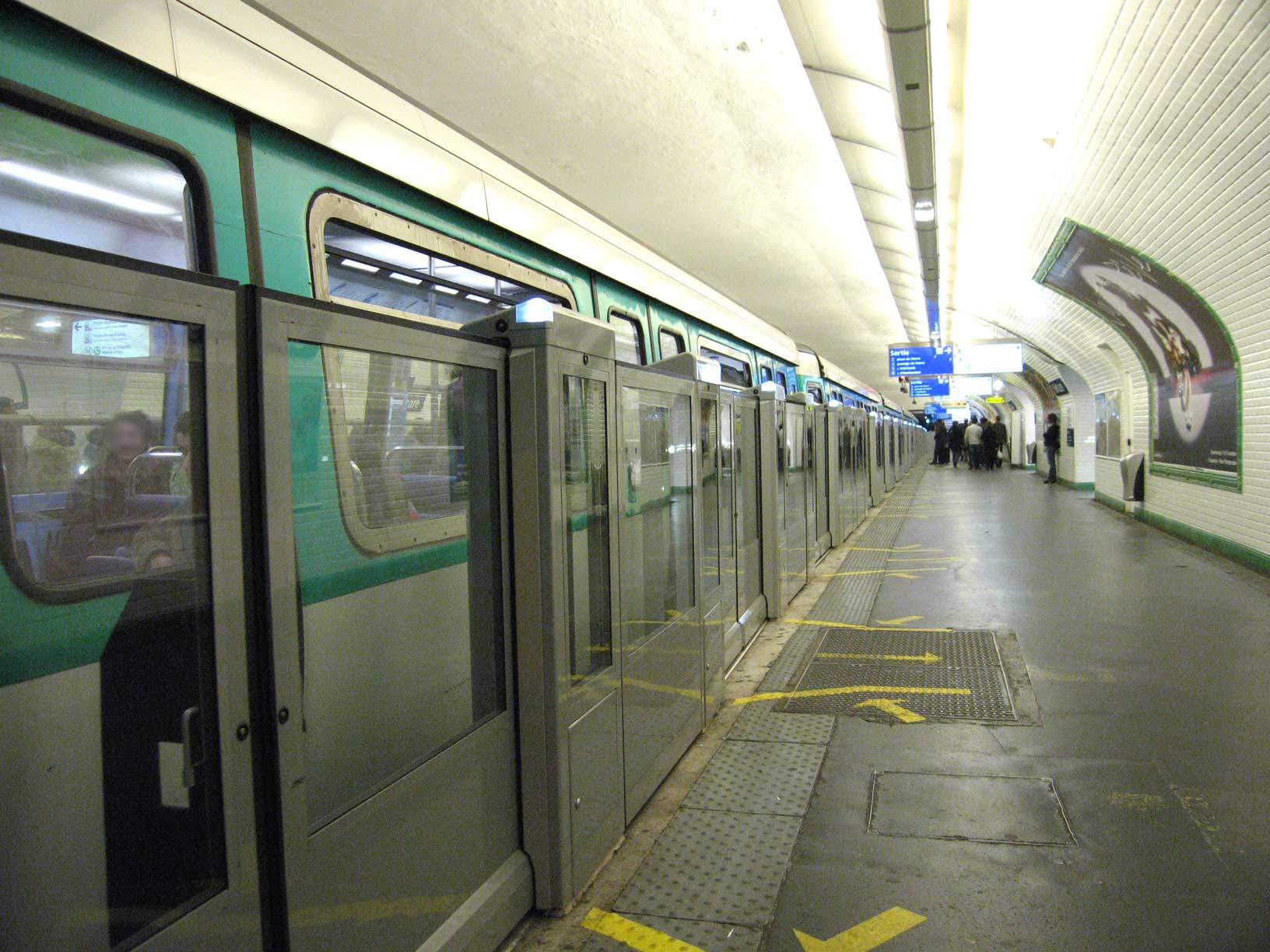
Portas de plataforma nas plataformas da linha 13.
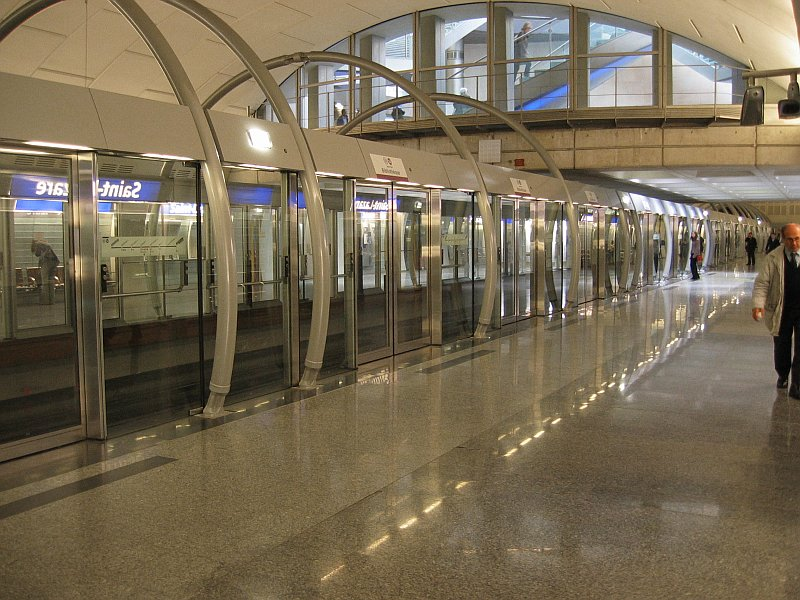
As plataformas da linha 14.